# Urodolichus keiseri
Urodolichus keiseri är en tvåvingeart som först beskrevs av Jennifer L. Hollis 1964.  Urodolichus keiseri ingår i släktet Urodolichus och familjen styltflugor.
Artens utbredningsområde är Sri Lanka. Inga underarter finns listade i Catalogue of Life.